# ゴー、ジェッターズ
『ゴー、ジェッターズ』（英: Go Jetters）は、CBeebiesで2015年10月26日から放送されているコンピュータアニメーションによるイギリスの子供番組である。
実際の地理に基づいたこの番組は、CBeebiesの担当者であるKay Benbowによって委託され、CBeebies社内の制作チームとBBC Worldwideによる共同制作である。
保育学校に通う4歳から6歳までの子供を対象としており、ズリ、カイアン、ラーズ、フォズの4人のヒーローが教師や師匠、そして友人のウーバーコーンと共に世界を旅しながら冒険を続ける話である。この番組では、曲や音楽を通して様々な実際の国や環境に関する事実を学ぶことができる。
ウェブサイトで放送が開始されたが、人気を獲得したことによりシリーズとして再構成された。

## 登場人物

### ジェッターズ
メンバーは各自のスーツにスター・ロゴを付けており、エピソードで頻繁に繰り返される文章も書かれている。

#### ズリ
メンバー唯一の少女でジェッターズの乗り物Vroomsterのパイロット。彼女の紫色と黄色のスーツはロゴの周りに翼が描かれていて、白い飾りがあり、ゴー・ジェッターのメンバーにだけ見える髪が付いています。 彼女のキャッチフレーズは "not cool" で、各エピソードの終わりにチームの自撮り写真を撮る。声優は井上菊子。

#### カイアン
体操の得意なスポーツマン。ロゴのない深い青とオレンジ色のスーツを身に着けている。全てのエピソードで "aced it!" と言うことで知られており、留まる所を知らない。声優は伊藤三木。

#### ラーズ
メンバーの中で最も背が高く、物を修理することが得意。赤と白のスーツを身に着けておりロゴは歯車の形をしている。ほとんどのエピソードで "Geographic!" と叫ぶことが知られている。彼はエッフェル塔を好きなことがシリーズの最初のエピソードで示されている。声優は玉川咲子。

#### フォズ
メンバーの中で最も背が小さく賢い。明るい青と黄色のスーツを身に着けており、ロゴは電源スイッチのオン/オフ記号に似た破線の円のような形をしている。X + Y = Z のように数式のような言い回しを使い、"ergo" と言うことが知られている。グランドマスター・グリッチのことを少し恐れている。声優は松岡由紀。

#### ウーバーコーン
ジェッターズのリーダーで指導者。ファンキー・ディスコ・グルーヴィング・ユニコーンである。明るい青色の星が付いた白っぽいスーツを身に着けており、紫色のゴーグルを着用して赤く光る蹄と紫色の爪と尾がある。他のメンバーにアドバイスを与え、彼らのミッション遂行中に様々な状況で活躍するためにスーツをアップグレードすることで彼らを導く。また、テーマソングで紹介された各地について、3つの「ファンキーな事実」を教える。声優はトミー・アール・ジェンキンス。

#### ジェットパッド
電子制御されたハイテクなジェット。ジェッターズの旅の手助けをし指令の役割も果たす。ナイアガラの滝での補給も必要とする。コンピュータの声はNaomi McDonald。

### ヴィラン

#### グランドマスター・グリッチ
グランドマスター・グリッチはGo Jetter Academyに不満を持つ元生徒。泥が好きで、いつも計画を達成するためにランドマークを破壊したり使用したりして面白がる。トレードマークとして大きな口髭を蓄えており、ヘルメットに漏斗のようなピースが付いている。彼はGo Jettersを "No-Jetters" と呼んでおり、キャッチフレーズは "Grimbles!" で欲求不満が溜まった時に言うフレーズである。錆びたロケット船「Grim HQ」で煙の跡を残しながら旅をしており、Cuddlesと呼ばれるテディベアを持っている。声優はマーク・シルク。

#### グリンボッツ
グランドマスター・グリッチの手下で小さな球形のロボット。彼らはグリッチのメインジェットである「Grim HQ」のすべてを世話し、彼のお茶目な行動でグリッチを助ける。声優はマーク・シルク。

## エピソードの構造
各エピソードは、次のような類似の構造で構築されている。
- ジェッターズは新たなランドマークを見付けるため、ジェットパッドに乗って新しい場所へ向かう。
- ウーバーコーンはジェッターズが向かっている場所に関する3つの「ファンキーな事実」を、度の途中で彼らに教える。
- 目的地に着くと、ジェッターズはグランドマスター・グリッチと彼のグリンボッツにより、何らかの方法でランドマークが異常な状態になっていることを発見する。
- ジェッターズはランドマークを救う使命を帯びており、ウーバーコーンにそのためのいくつかの "Click-ons"（ガジェット）を求める。
- ランドマークが救われると、ジェッターズは手土産として自撮り写真を撮る。

## エピソードリスト

### シリーズ1（2015年 - 2017年）
|    | タイトル                    | 概要 | 最初の放映日   |
| -- | --------------------------- | --- | -------------- |
| 1  | エッフェル塔                | グランドマスター・グリッチはテレビのアンテナとして使うためにエッフェル塔を盗む。                                                                         | 2015年10月26日 |
| 2  | ギザの大ピラミッド          | グランドマスター・グリッチは自分の玩具にするためにギザの大ピラミッドを盗む。                                                                             | 2015年10月27日 |
| 3  | ストーンヘンジ              | ウーバーコーンが夏至の早朝ジェッターズを目覚めさせる間、グランドマスター・グリッチはストーンヘンジの石で巨大なドミノをプレイすることに決める。           | 2015年10月28日 |
| 4  | サハラ砂漠                  | オアシスの周りに砂の城を造るとき、グリッチはトゥアレグとそのラクダの安全を脅かす。                                                                       | 2015年10月29日 |
| 5  | ナイアガラの滝              | ジェットパッドはバッテリーがほとんどなくなり、グランドマスター・グリッチがナイアガラの滝をブロックして泥だらけになったときに水力発電所に戻って補給する。 | 2015年10月30日 |
| 6  | シドニー・オペラハウス      | グランドマスター・グリッチはヨットレースに参加するためにシドニーのオペラハウスを盗む。                                                                   | 2015年11月3日  |
| 7  | 自由の女神像                | グランドマスター・グリッチは彼のように見せるため自由の女神像をカスタマイズする。                                                                         | 2015年11月10日 |
| 8  | ブランデンブルク門          | グランドマスター・グリッチはブランデンブルク門のクアドリガを盗んでメリーゴーラウンドにする。                                                             | 2015年11月17日 |
| 9  | ランバート-フィッシャー氷河 | 自分の氷像を作るとき、グリッチはランバート氷河を脅かす。                                                                                                 | 2015年11月24日 |
| 10 | チチェン・イッツァ          | グランドマスター・グリッチの巨大なボールゲームはエル・カスティーヨを脅かす。                                                                             | 2015年12月1日  |